# ریچارد ولکلی
ریچارد ولکلی (انگلیسی: Richard Velkley؛ زادهٔ ۱۷ مارس ۱۹۴۹) فیلسوف آمریکایی و استاد ممتاز دانشگاه تولین است.